# Dysglyptogona dissimilis
Dysglyptogona dissimilis är en fjärilsart som beskrevs av W. Warren 1889. Dysglyptogona dissimilis ingår i släktet Dysglyptogona och familjen nattflyn. Inga underarter finns listade i Catalogue of Life.